# La Marque jaune
Vous lisez un « bon article » labellisé en 2023.
La Marque jaune est la troisième aventure et le sixième album de la série de bande dessinée Blake et Mortimer, créée par le dessinateur belge Edgar P. Jacobs. L'histoire est d'abord prépubliée dans Le Journal Tintin du 5 août 1953 au 10 novembre 1954, au rythme d'une planche par semaine, avant d'être éditée en album en avril 1956 aux Éditions du Lombard, puis rééditée en janvier 1987 aux Éditions Blake et Mortimer.
Dans cette aventure, le capitaine Francis Blake et son ami le professeur Philip Mortimer enquêtent sur les méfaits d'un mystérieux criminel, surnommé la Marque Jaune en raison de la signature qu'il appose à la craie jaune sur les lieux de ses crimes. La nécessité de retrouver l'individu se fait plus pressante lorsqu'il enlève quatre notables londoniens au nez et à la barbe de la police. La Marque jaune est la première aventure de la série qui se déroule entièrement au Royaume-Uni. Pour composer les décors de son album, Edgar P. Jacobs effectue un repérage sur place et cherche à s'imprégner au mieux de l'ambiance londonienne pour représenter fidèlement la capitale britannique. Le scénario, qui doit beaucoup aux échanges entre l'auteur et son ami Jacques Van Melkebeke, s'inscrit dans une longue tradition cinématographique et littéraire, empruntant notamment de nombreuses références au cinéma expressionniste allemand des années 1920.
L'album, considéré comme le plus abouti et le plus emblématique de Jacobs, est reconnu comme un chef-d'œuvre de la bande dessinée franco-belge. Salué pour le suspense de son intrigue, qui maintient une tension permanente autour de l'insaisissable criminel et du personnage de savant fou du Dr Septimus, comme pour la qualité de sa réalisation graphique, il occupe une place essentielle dans l'œuvre du dessinateur et sert en quelque sorte de matrice pour les autres aventures de la série. Le réalisme expressif de Jacobs, sa précision du détail, son traitement de la couleur et la rigueur de ses compositions ont fait l'objet de nombreuses études.
La Marque jaune est traduit dans près d'une dizaine de langues. L'aventure, adaptée en feuilleton radiophonique, en dessin animé et en jeu vidéo, a fait l'objet de plusieurs projets de films. Sa couverture emblématique a inspiré de nombreux dessinateurs et subi de nombreux détournements. Elle est notamment reproduite sur une fresque dédiée à la série dans le parcours BD de Bruxelles.

## L'histoire

### Résumé

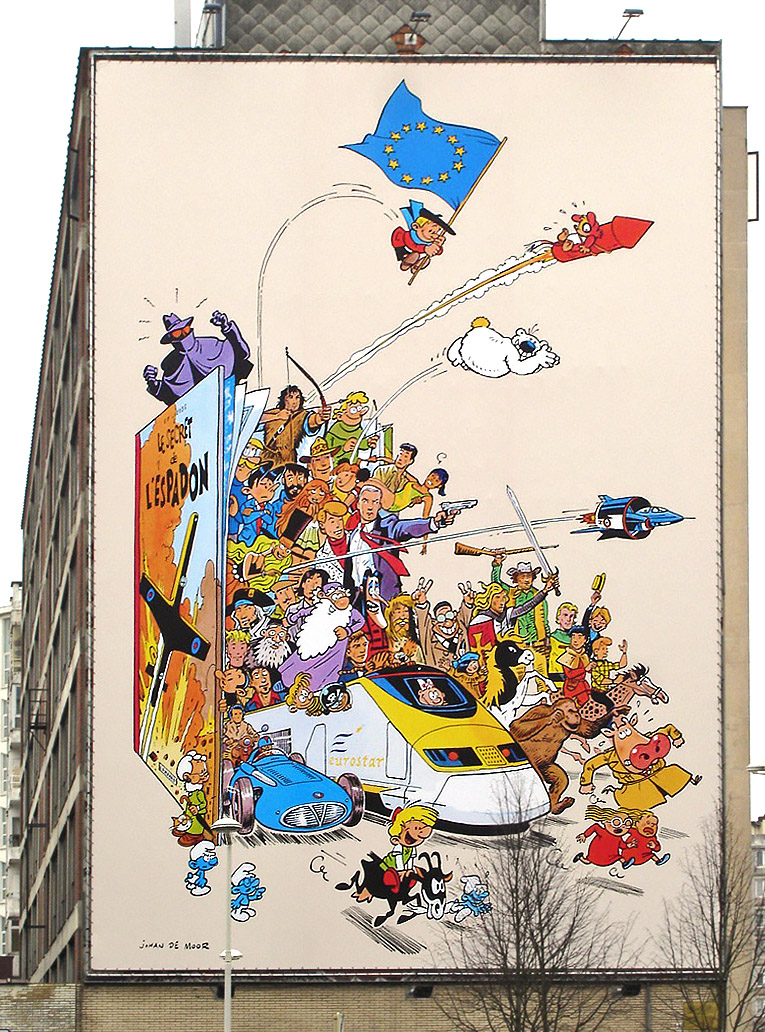
« La Marque Jaune » domine d'autres célèbres personnages de bande dessinée sur une toile peinte de Johan De Moor exposée un temps sur une face aveugle de l'immeuble des Éditions du Lombard à Bruxelles.

À Londres, un soir de décembre, un homme parvient à dérober la Couronne impériale malgré la surveillance étroite des gardiens de la Tour de Londres. Ce vol intervient à la suite d'une série de méfaits commis par un mystérieux criminel qui signe ses actes de la lettre μ tracée à la craie jaune,.
Nul ne semble pouvoir arrêter ce personnage insaisissable surnommé la « Marque jaune ». Le capitaine Francis Blake, du MI5, est alors chargé par le Home Office d'assister l'inspecteur-chef Glenn Kendall de Scotland Yard dans son enquête. Il fait appel à son ami le professeur Philip Mortimer et tous deux passent la soirée au Centaur Club en compagnie du rédacteur en chef du Daily Mail, Leslie Macomber, du juge Hugh Calvin, du professeur Raymond Vernay et du docteur Jonathan Septimus. Ces quatre hommes sont enlevés successivement.
Pendant que Blake et Kendall suivent plusieurs pistes, Mortimer mène l'enquête de son côté et découvre un lien entre les quatre victimes : une affaire remontant à 1922 concernant la publication d'un livre intitulé The Mega Wave (L'Onde Méga), écrit par un mystérieux Dr Wade. Il déniche un exemplaire du livre et devine la véritable identité de son auteur, qui n'est autre que Septimus. Il se rend aussitôt en taxi à Limehouse Dock où la Marque jaune a tendu un piège au capitaine Blake pour tenter de l'éliminer. Mis en fuite par la police, le criminel est intercepté par Mortimer. Ce dernier se lance dans une poursuite qui le mène à son repaire. Là, il découvre avec stupeur que, sous les traits de la Marque jaune, se cache son grand ennemi Olrik, manipulé par le Dr Septimus lui-même.
Capturé, Mortimer se voit révéler toute l'histoire par Septimus. Blake et Kendall finissent par retrouver sa trace grâce au conducteur du taxi qui l'avait conduit à Limehouse Dock. La police investit la maison de Septimus et s'attaque à la porte blindée qui mène au laboratoire secret du professeur. Dans le même temps, au sein de ce dernier, Olrik est brusquement libéré de l'influence de Septimus par une formule prononcée par Mortimer. Il se retourne alors contre son maître et l'anéantit avec sa propre machine. Au moment où il s'apprête à faire connaître le même sort à Mortimer, les hommes du Yard font leur entrée et le mettent en fuite. Les prisonniers sont libérés et la Couronne impériale est finalement retrouvée alors que débute le jour de Noël.

### Personnages
Comme dans les deux précédentes aventures, Edgar P. Jacobs met en scène les trois personnages principaux de la série dans La Marque jaune : le capitaine Francis Blake et son ami le professeur Philip Mortimer doivent affronter leur rival de toujours, le colonel Olrik, réduit au rôle de cobaye du Dr Septimus, psychiatre au Psychiatric Institute. Un autre personnage récurrent de la série est intégré au récit dans un rôle très secondaire : Ahmed Nasir, qui fait sa dernière apparition sous la plume de Jacobs, joue ici le rôle d'un simple domestique.
Parmi les autres personnages secondaires de l'aventure figurent :
- Glenn Kendall, inspecteur-chef à Scotland Yard[a 12] ;
- Leslie Macomber, rédacteur en chef du Daily Mail[a 13] ;
- sir Hugh Calvin, juge à la Cour royale de justice[a 13] ;
- le professeur Raymond Vernay, médecin, président de la British Medical Association[a 14] ;
- Mrs Benson, logeuse de Blake et Mortimer[a 15] ;
- Dick, chauffeur de taxi qui conduit le professeur Mortimer à Limehouse Dock[a 16] ;
- Mister Stone, archiviste du Daily Mail[1].

### Lieux

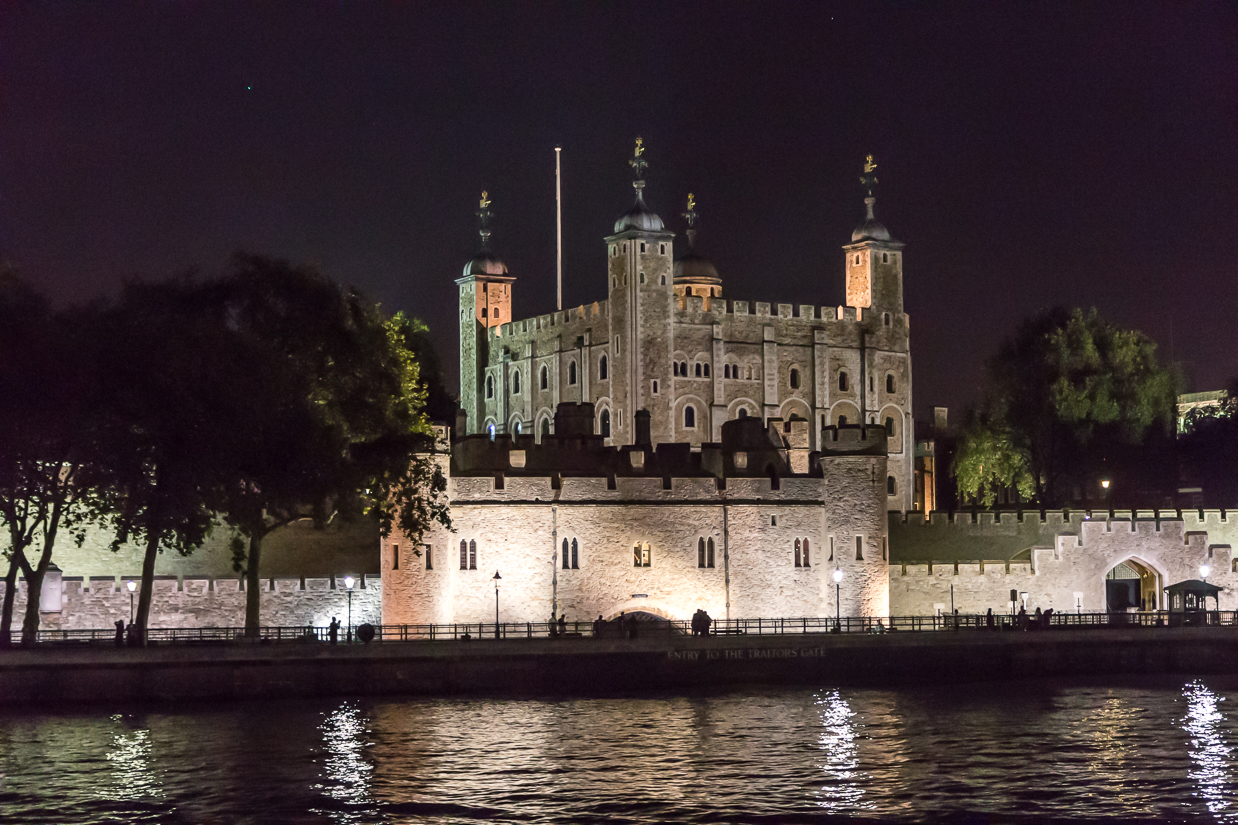
La Tour de Londres où se déroule la première séquence de la bande dessinée.

La majeure partie de l'action se déroule à Londres, au Royaume-Uni, notamment dans le centre de la ville. Cependant, l'épisode de l'accident du train se déroule dans le comté d'Essex, quelque part entre Chelmsford et Colchester, à environ deux miles de la gare de Witham. De plus, une partie du récit de Septimus se situe dans l'actuel Soudan : il explique s'être établi à Fanaka, petite localité de la province du Nil Bleu, puis avoir été sollicité par le commissaire du district installé à Wisko, poste en plein désert.
De nombreux monuments et de nombreuses rues de la capitale britannique sont représentés ou cités, notamment la Tour de Londres, la gare de King's Cross, Piccadilly, où Jacobs situe le Centaur Club, lieu de rendez-vous de Blake et Mortimer, Park Lane, où se trouve leur logement, Tavistock Square, où se trouve la maison du Dr Septimus, Fleet Street, la salle de lecture du British Museum, Limehouse Dock (en), le 10 Downing Street, Shaftesbury Avenue, New Oxford Street, Coptic Street, Great Russell Street, ou encore le Charing Cross Hospital (en).
| Tour de Londres British Museum 10 Downing Street Gare de King's Cross Tavistock Square Piccadilly Fleet Street Park Lane |

## Création de l'œuvre

### Contexte et écriture du scénario
Au moment de commencer l'écriture de La Marque jaune, Edgar P. Jacobs est, avec ses aventures de Blake et Mortimer, un des piliers du magazine Le Journal de Tintin, l'un des principaux hebdomadaires pour la jeunesse, édité en Belgique et en France. Le premier volet de la série, Le Secret de l'Espadon, dont la publication commence en septembre 1946, rencontre un succès immédiat, et devient le premier album de bande dessinée édité par Le Lombard en 1950,.

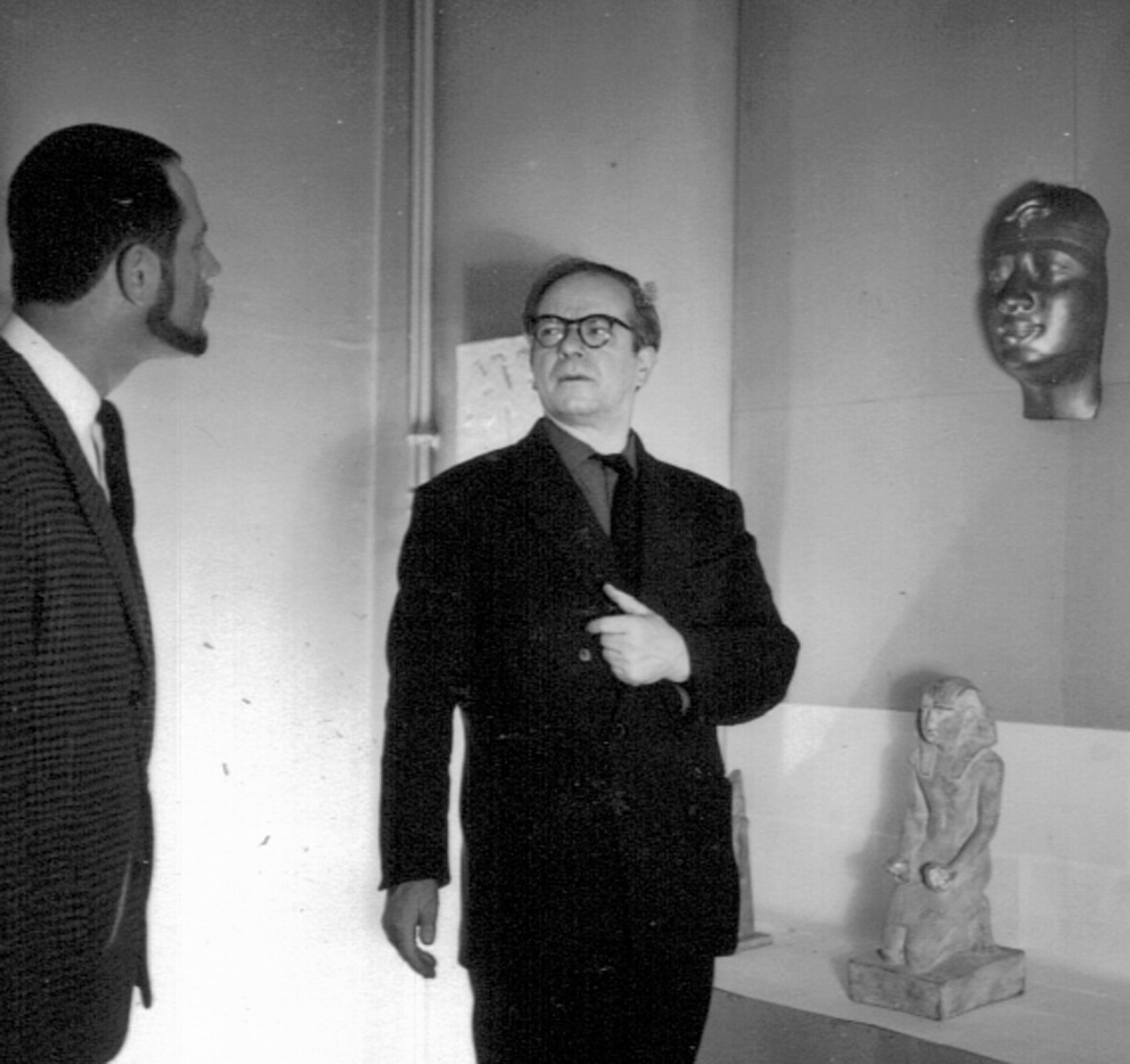
Jacques Van Melkebeke, ami de Jacobs, joue un rôle dans l'écriture du scénario.

À cette époque, le rythme de parution hebdomadaire des bandes dessinées tient en haleine les lecteurs et fait naître une attente considérable d'une semaine à l'autre, au point que certains lecteurs finissent par connaître par cœur les dernières péripéties de leur héros, avant de découvrir la suite du récit. La deuxième histoire de Blake et Mortimer, Le Mystère de la Grande Pyramide, paraît de mars 1950 à mai 1952 et connaît le même succès.
L'écriture de La Marque jaune doit beaucoup à l'apport de l'écrivain et scénariste Jacques Van Melkebeke. Benoît Mouchart considère d'ailleurs l'album comme un « révélateur de l'amitié » entre les deux hommes dans la mesure où ceux-ci puisent de nombreux éléments de l'intrigue dans leurs lectures et les films découverts pendant leur jeunesse, en particulier le cinéma expressionniste allemand. Par conséquent, le récit peut-être vu comme « le catalogue de toutes les passions qu'ils ont partagées ensemble jusque-là ».
Par ailleurs, Mouchart dresse un parallèle entre Jacques Van Melkebeke et le personnage du Dr Septimus : tout comme le savant signe son livre The Mega Wave sous un pseudonyme, Van Melkebeke, un temps inquiété pour ses travaux sous l'occupation allemande, est mis à l'index après la guerre et réduit à un travail de l'ombre, influençant bon nombre de dessinateurs sans que sa participation soit révélée au grand jour. Cette dédicace, dans laquelle Mortimer reconnaît l'écriture de Septimus et parvient à résoudre l'intrigue, apparaît comme « un miroir tendu à la relation entre Jacobs et Van Melkebeke, où ce dernier avance masqué, tout comme le savant fou dans le récit ».

### Travail de documentation

#### Décors extérieurs

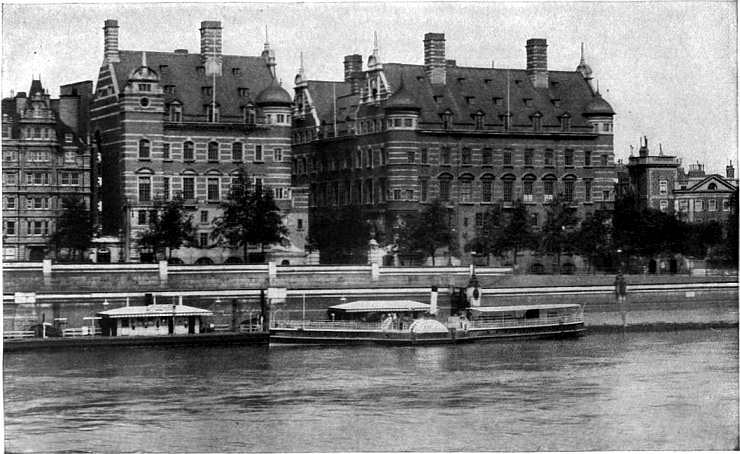
Le siège de Scotland Yard.

Pour composer les décors de son nouveau récit, Edgar P. Jacobs tient à s'imprégner de l'ambiance londonienne. Il y séjourne pendant trois jours à la fin du mois d'août 1952 avec sa nouvelle compagne Jeanne Quittelier,, lors d'un périple qui a tout d'une expédition exotique pour un auteur qui ne parle pas un mot d'anglais et qui n'a pas l'habitude de voyager. Ce séjour est d'abord une déception : alors que Jacobs veut éprouver le brouillard et la pluie londonienne pour s'imprégner au mieux du mystère qui entourait la ville dans ses lectures de jeunesse, il découvre Londres au milieu d'un été caniculaire. Pour autant, les rues de la capitale britannique évoquent encore l'Angleterre traditionnelle que l'on retrouve dans Blake et Mortimer, et le dessinateur se plait à voir « des parapluies roulés et des chapeaux melons encore nombreux », ainsi que de « superbes Indiens enturbannés » qui rappellent « Kipling et les fastes de l'Empire ».
Edgar P. Jacobs en profite pour mener un vaste travail de repérage et de documentation. Il passe ses journées à arpenter les rues de la ville. De fait, l'aspect très réaliste des décors du récit est dû au fait qu'à son retour à Bruxelles, le dessinateur travaille à partir de croquis et de photographies qu'il a lui-même pris sur le terrain.

L'horloge du Daily Telegraph Building.

L'auteur prend de nombreux clichés des monuments emblématiques de la ville, comme la Tour de Londres, Law Courts, la fontaine du Shaftesbury Memorial au centre de Piccadilly Circus, le 10 Downing Street, résidence officielle du Premier ministre, ou encore le siège de Scotland Yard sur Victoria Embankment. Il repère également Fleet Street, véritable centre de la presse britannique où il situe logiquement les bureaux du Daily Mail. Il reproduit d'ailleurs dans l'album la célèbre horloge du Daily Telegraph Building et l'agitation de cette rue alors que se dessine la coupole de la cathédrale Saint-Paul à l'arrière-plan.
Jacobs s'inspire également de bâtiments réels pour représenter des lieux fictifs. Il reproduit notamment une maison à l'architecture victorienne de Kensington Gate pour représenter l'entrée du Centaur Club où se retrouvent chaque soir Blake et Mortimer. Mais alors qu'il avait prévu de situer la maison du Dr Septimus près de Gordon Square, dans le quartier de Bloomsbury où se situe le Royal Hotel dans lequel il séjourne avec sa compagne, il s'aperçoit que le lieu ne convient pas à ses volontés et finit par trouver, un peu plus loin, un immeuble à la façade de briques rouges et de stuc sur Tavistock Square,.
La courte durée de son séjour ne permet pas au dessinateur de se rendre sur tous les lieux de l'intrigue. Par conséquent, Jacobs rapporte un exemplaire du Picture Book of London dans lequel il puise de nombreux éléments pour réaliser les décors extérieurs de son aventure. Il s'inspire également de son environnement immédiat. Ainsi, le dessin de la ruelle observée par Mortimer à travers une lucarne du Centaur Club, dans la cinquième planche, ressemble à la vue par la fenêtre d'une taverne située près de la Grand-Place de Bruxelles. De même, une partie des décors de Limehouse Dock est réalisée à partir de photographies des docks du port de Bruxelles, ce qui n'empêche pas le dessinateur de représenter brillamment l'état d'abandon de ces quais, conséquence de la crise qui résulte de l'accession de l'Inde à l'indépendance.
Le souci de crédibilité et de réalisme du récit pousse également Jacobs à représenter fidèlement des véhicules réels : les voitures de police, dont celle volée par Olrik, sont des Wolseley 4/50, tandis que le taxi que prend Mortimer est un authentique modèle de Low Loader de la marque Austin datant de 1934. Blake conduit pour sa part un autre véhicule de cette marque, une Austin A70 Hampshire, ressemblant dans certaines cases à une A40 Devon, Jacobs ayant visiblement fait quelques légères confusions entre les deux voitures.

#### Décors intérieurs

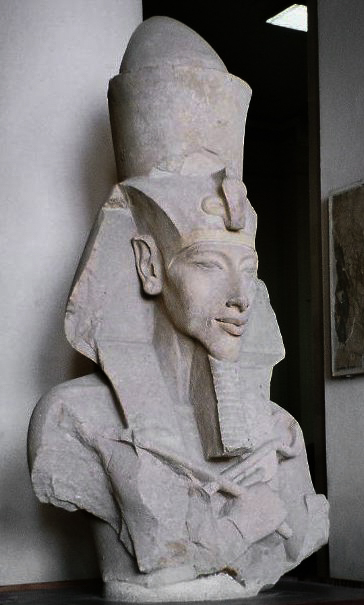
Un buste d'Akhenaton.

Pour les besoins de son récit, Edgar P. Jacobs établit le domicile de Blake et Mortimer au no 99 bis Park Lane, un immeuble fictif dans une rue bien réelle, à proximité de Hyde Park. En réalité, l'immeuble qui inspire Jacobs est situé au no 94 et fait l'angle de cette rue et d'Upper Grosvenor Street. Seule la porte de service donne dans Park Lane. Le dessinateur fait évoluer ses héros dans un salon typiquement britannique, orné de nombreux objets d'arts et de souvenirs rapportés par les deux amis de leurs aventures précédentes. Pour les besoins de L'Affaire Francis Blake en 1996, le dessinateur Ted Benoit réalise un plan très précis de l'appartement des héros, en s'appuyant sur la seule représentation qu'en fait Jacobs dans La Marque jaune et où il recense trente-quatre objets de toutes tailles.
La cheminée est dominée par un imposant masque égyptien du pharaon Akhenaton, probablement rapporté du plateau de Gizeh au terme du Mystère de la Grande Pyramide. Une petite statuette figurant le scribe Thot est posée sur le rebord de cette cheminée, tandis que deux autres statuettes sont disposées sur des socles qui l'encadrent, l'une représentant le dieu Teotihuacan, l'autre d'origine zapotèque. Un tapis navajo est accroché sur le mur à droite de la cheminée, devant lequel figure une statue précolombienne. Une grande vitrine, à côté de laquelle est installé un panneau d'art japonais, renferme de nombreux autres objets. Des éléments de plus grandes dimensions sont également disposés dans ce salon, à l'image d'un grand sarcophage de granit auquel se heurte la Marque jaune, ou encore une grande statue d'Anubis.

#### Recherches scientifiques
Edgar P. Jacobs étudie les travaux de nombreux scientifiques, comme le neurochirurgien britannique Wylie McKissock, spécialiste de la lobotomie dont les théories sont à l'époque vertement critiquées par la communauté scientifique, ou bien encore les recherches sur la visibilité des ondes cérébrales menées par Arnold Taylor et Georges de la Warr. L'auteur extrapole également les propriétés de l'onde Méga à partir des études du professeur Garbedian sur le surhomme.
Jacobs s'appuie sur des revues de vulgarisation pour mieux comprendre et documenter ces théories. Un numéro de Science pour tous lui permet d'élaborer les générateurs et l'éclateur qui réduit Septimus en fumée, tandis que le no 429 de juin 1953 du magazine Science et Vie, consacré à l'exploration électrique des mécanismes du cerveau, lui fournit une abondante documentation pour dessiner le télécéphaloscope qui permet au savant de contrôler le cerveau d'autrui,,.
Par ailleurs, Edgar P. Jacobs est encouragé dans sa démarche par les déclarations de plusieurs médecins, comme les docteurs Tow et Hugh Cairns (en) qui affirmaient que la question de la modification de la personnalité avait largement dépassé le stade de l'hypothèse dans les camps des États totalitaires.

#### La littérature

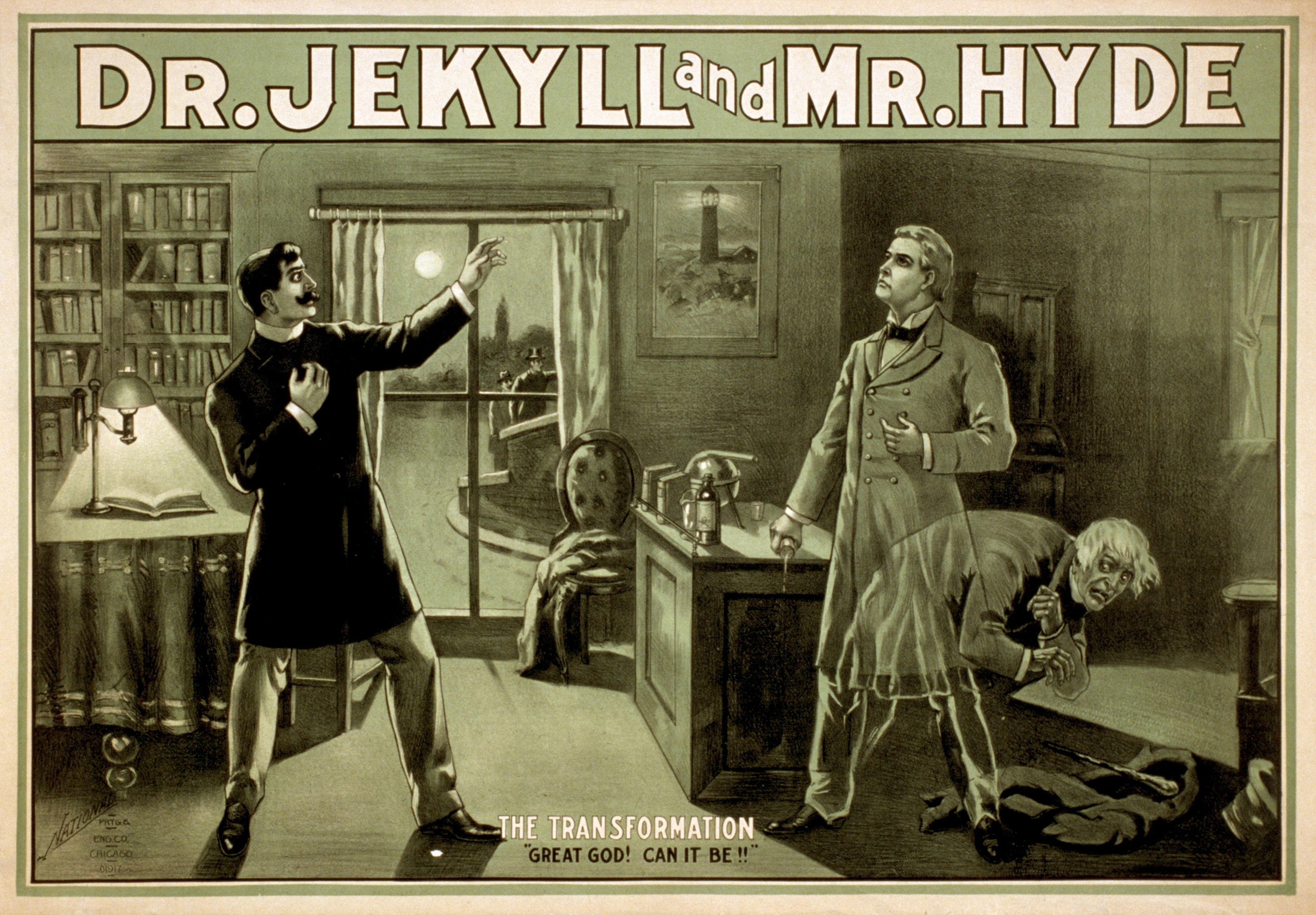
L'univers étrange de La Marque jaune rappelle celui du roman de Robert-Louis Stevenson, L'Étrange Cas du docteur Jekyll et de M. Hyde.

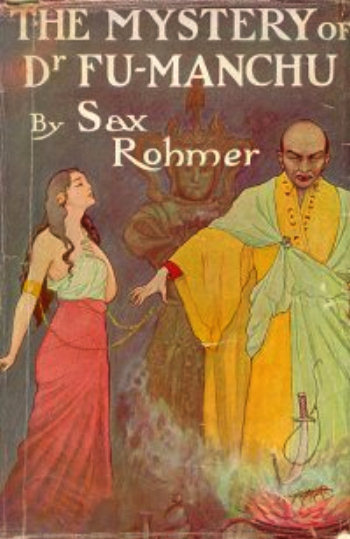
La saga Fu Manchu évoque l'atmosphère criminelle de l'East End londonien.

#### Le cinéma

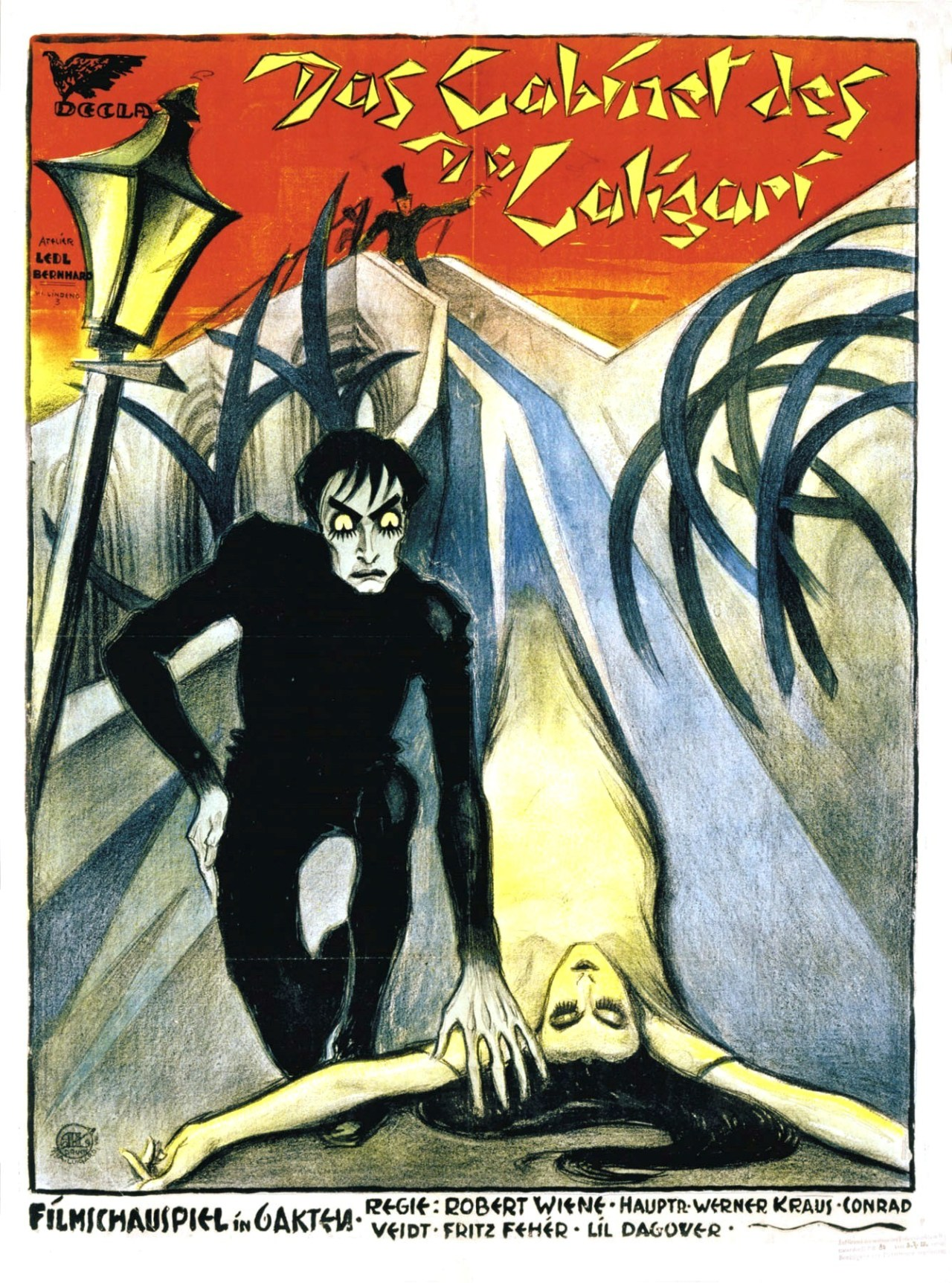
L'affiche du film Le Cabinet du docteur Caligari, dont la trame inspire Jacobs.

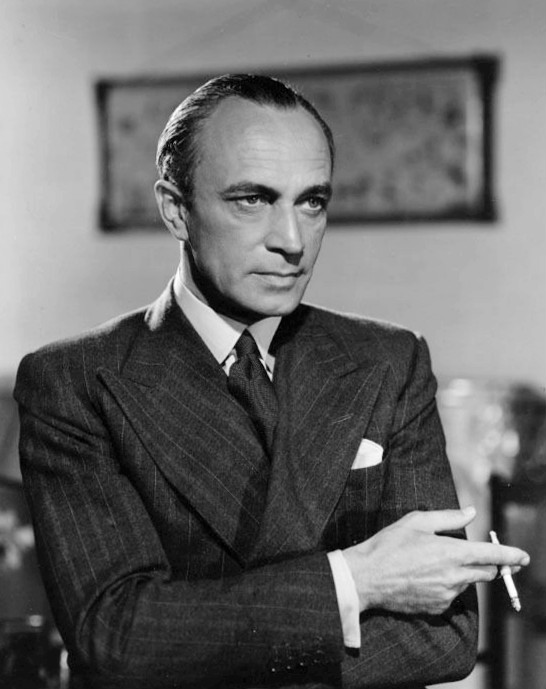
Conrad Veidt (en 1941) inspire les traits du Dr Septimus.

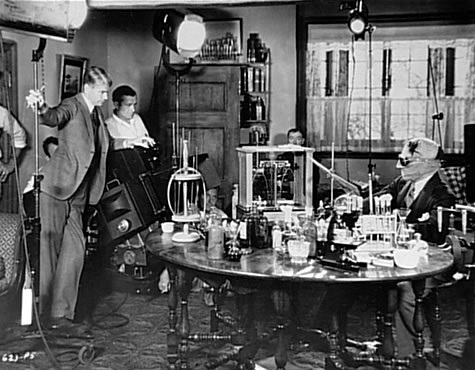
Sur le tournage de L'Homme invisible, en 1933.

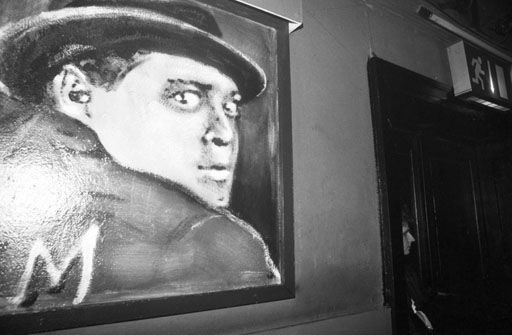
Une peinture murale dans un café-dansant de Bavière évoque Peter Lorre dans M le maudit.

### Clins d'œil historiques

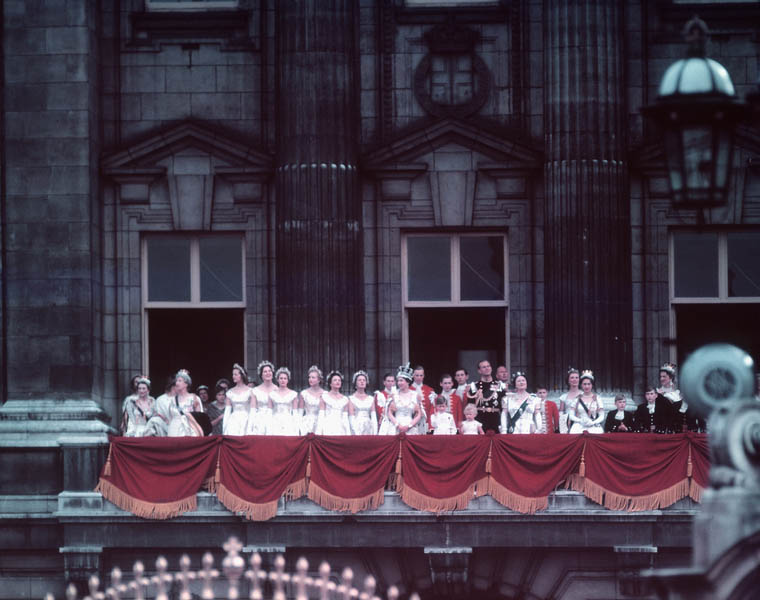
Apparition de la reine sur le balcon du palais de Buckingham après le couronnement.

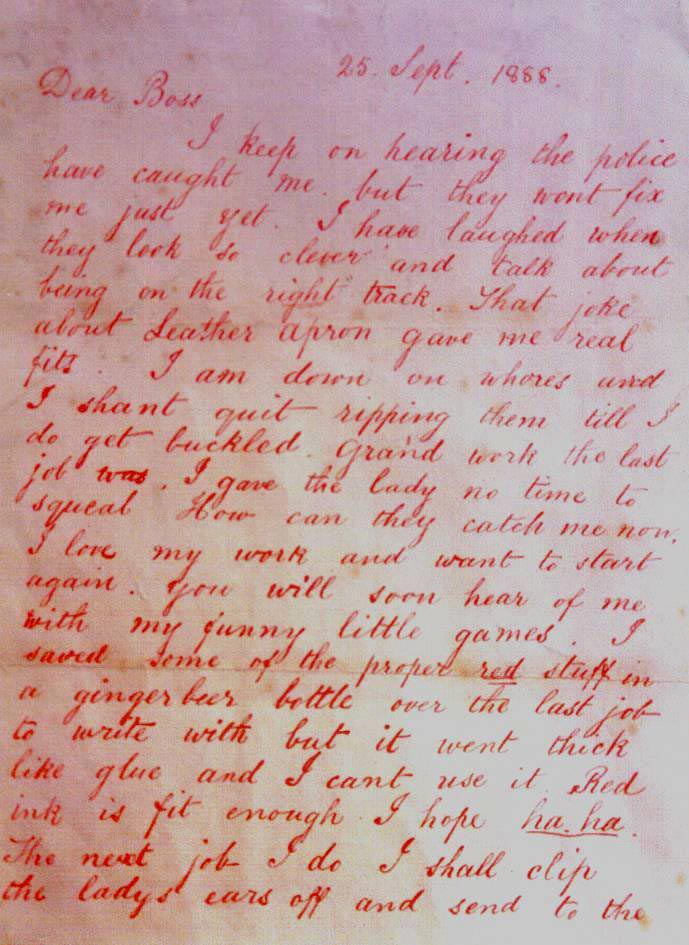
Fac-similé du recto de la lettre « Dear Boss » reçu par la Central News de Londres et signée Jack l'Éventreur.

### En français

Logo des éditions Blake et Mortimer.

### Censure

Logo du journal Tintin au moment de la parution de La Marque jaune.

#### Le chef-d'œuvre de Jacobs ?

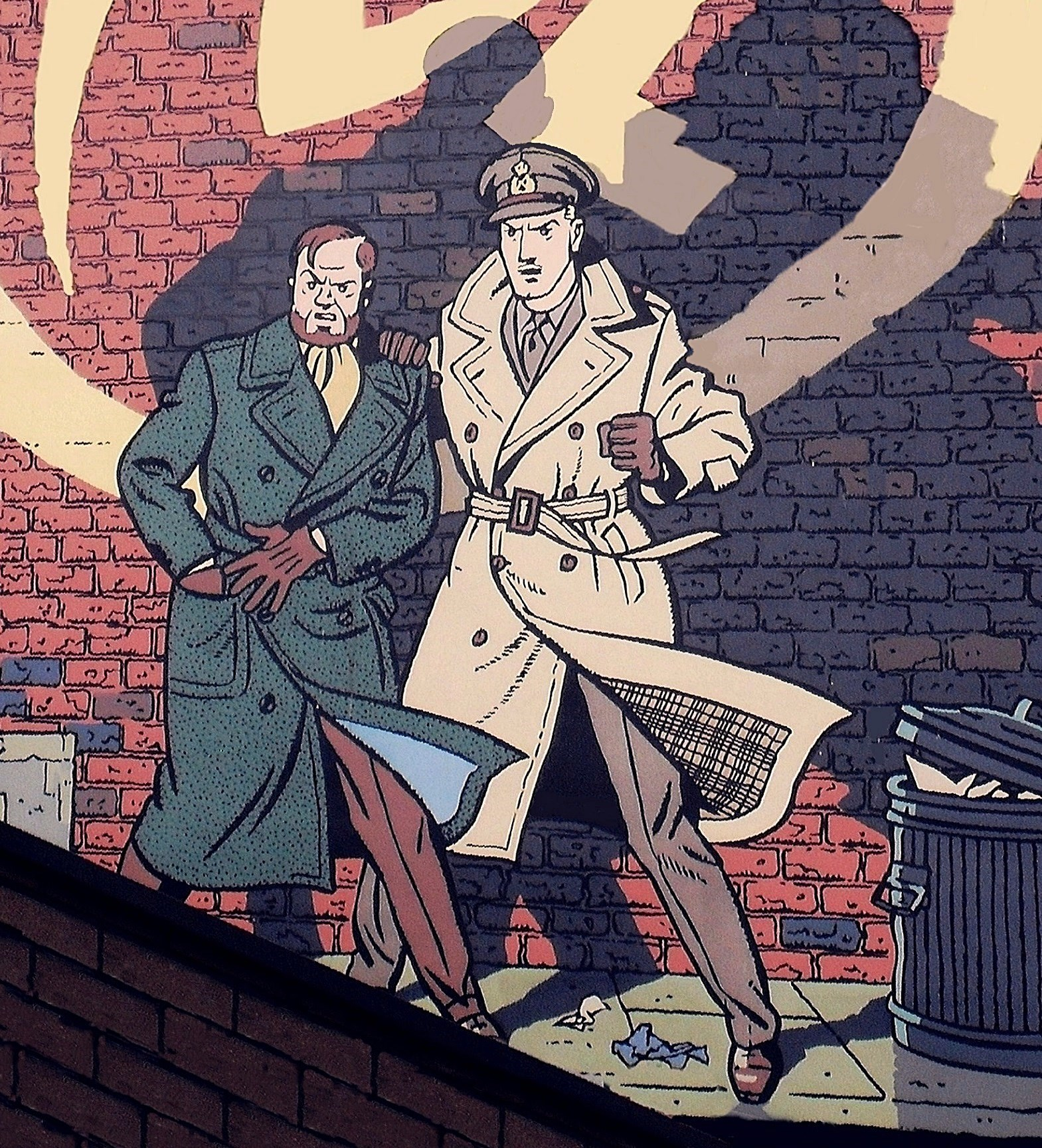
Détail de la fresque dédiée à La Marque jaune sur le parcours BD de Bruxelles.

#### Réalisme expressif et précision du détail

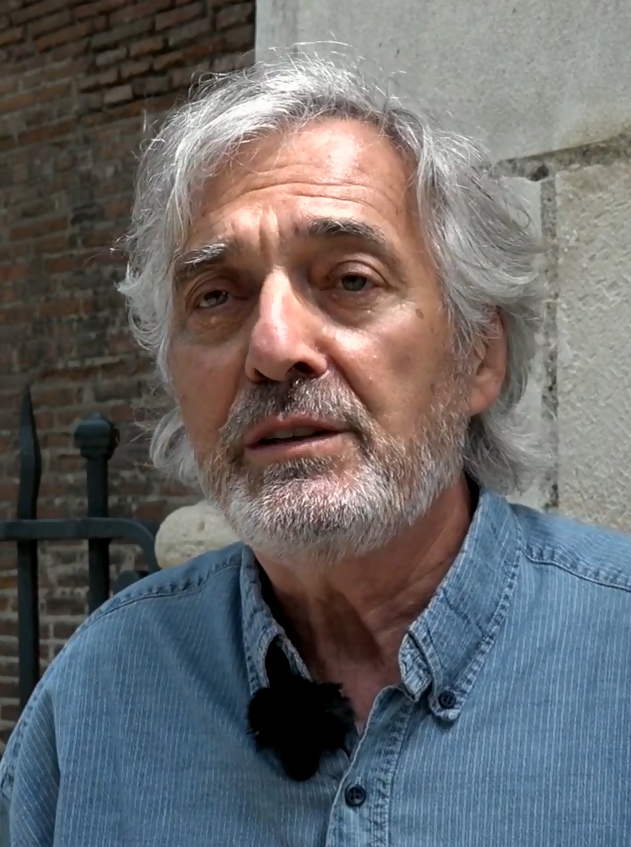
L'écrivain Jean-Paul Dubois consacre un ouvrage à La Marque jaune.